# Cabera linearia
Cabera linearia är en fjärilsart som beskrevs av Barend J. Lempke 1947. Cabera linearia ingår i släktet Cabera och familjen mätare. Inga underarter finns listade i Catalogue of Life.